# アセチルコリン
アセチルコリン（英語: Acetylcholine, ACh）は、副交感神経や運動神経の末端から放出され、神経刺激を伝える神経伝達物質である。コリンの酢酸エステル化合物。

## 歴史
1914年にヘンリー・ハレット・デールによって発見され、オットー・レーヴィによって神経伝達物質であることが明らかにされた。彼らはこの業績により1936年にノーベル生理学・医学賞を受賞している。

## 合成と分解

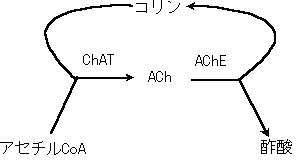
アセチルコリン（ACh）の合成と分解

アセチルコリンは酵素コリンアセチルトランスフェラーゼ（ChAT）によってコリンとアセチルCoAから作られる。有機水銀はスルフヒドリル基と親和性が高く、これによりこの酵素の機能が阻害され、アセチルコリン濃度が低下し、運動障害を生じさせる。
通常、生体内で放出されたアセチルコリンは、酵素アセチルコリンエステラーゼ（AChE）の作用で、コリンと酢酸に速やかに分解、除去される。サリンなどの神経ガスはAChEを失活させるため、アセチルコリンが除去されず、痙攣、唾液過多、瞳孔の収縮などの症状がみられる。一部の殺虫剤にもAChEを阻害する物質が含まれている。
脳内のアセチルコリンの相対的減少はアルツハイマー病と関連があるとされ、コリンエステラーゼ阻害剤、ドネペジル（商品名アリセプト）が治療薬として用いられている。脳内のアセチルコリンの相対的増加はパーキンソン病と関連があるとされている。

## 受容体
アセチルコリンの受容体は、ニコチン性アセチルコリン受容体、ムスカリン性アセチルコリン受容体に大別され、それぞれニコチン（少量の場合）、ムスカリンを投与したときに作用する。逆にアトロピンやスコポラミンはムスカリン性アセチルコリン受容体を阻害する作用（抗ムスカリン作用）がある。

## 機能
アセチルコリンは骨格筋、内臓筋の筋繊維のアセチルコリンの受容体に働き、収縮を促進する。自律神経の内、副交感神経を刺激し、脈拍を遅くし、唾液の産生を促す活性がある。

## ボツリヌストキシンとの関係
ボツリヌストキシンはSNARE蛋白を切断することにより、アセチルコリンの放出を阻害する作用がある。

## 医療

### アセチルコリン塩化物
アセチルコリン塩化物は「オビソート注射用0.1g」（第一三共製造販売）として販売されている。

### 適応症
1. 麻酔後の腸管麻痺
2. 消化管機能低下のみられる急性胃拡張
3. 円形脱毛症
4. 冠動脈造影検査時の冠攣縮薬物誘発試験における冠攣縮の誘発（冠攣縮性狭心症の検査）

## 認知症予防
手足への刺激によってアセチルコリンが増えることがわかっており、歩行やマッサージと認知症予防の関わりが研究されている。